# George Cosmas Zumaire Lungu
George Cosmas Zumaire Lungu (Zumaire, 4 febbraio 1960) è un vescovo cattolico zambiano, dal 23 dicembre 2002 vescovo di Chipata.

## Biografia
Monsignor George Cosmas Zumaire Lungu è nato il 4 febbraio 1960.

### Formazione e ministero sacerdotale
Ha compiuto gli studi per il sacerdozio in patria e a Nairobi, in Kenya, dove ha conseguito la licenza in liturgia.
Il 29 agosto 1985 è stato ordinato presbitero per la diocesi di Chipata. In seguito è stato parroco, rettore del seminario minore e vicario generale.

### Ministero episcopale
Il 23 dicembre 2002 papa Giovanni Paolo II lo ha nominato vescovo di Chipata. Ha ricevuto l'ordinazione episcopale il 23 febbraio successivo dall'arcivescovo Orlando Antonini, nunzio apostolico in Zambia e Malawi, co-consacranti l'arcivescovo metropolita di Lusaka Medardo Joseph Mazombwe e il vescovo di Mpika Telesphore George Mpundu.
Nell'ottobre del 2006 e nel novembre del 2014 ha compiuto la visita ad limina.
È presidente della Conferenza episcopale dello Zambia, dal febbraio 2008 al 2011 e dal 12 aprile 2018 al 4 maggio 2021. È stato vicepresidente della stessa dall'11 novembre 2017 al 12 aprile 2018.

## Genealogia episcopale e successione apostolica
La genealogia episcopale è:
- Cardinale Scipione Rebiba
- Cardinale Giulio Antonio Santorio
- Cardinale Girolamo Bernerio, O.P.
- Arcivescovo Galeazzo Sanvitale
- Cardinale Ludovico Ludovisi
- Cardinale Luigi Caetani
- Cardinale Ulderico Carpegna
- Cardinale Paluzzo Paluzzi Altieri degli Albertoni
- Papa Benedetto XIII
- Papa Benedetto XIV
- Papa Clemente XIII
- Cardinale Marcantonio Colonna
- Cardinale Giacinto Sigismondo Gerdil, B.
- Cardinale Giulio Maria della Somaglia
- Cardinale Carlo Odescalchi, S.I.
- Vescovo Eugène de Mazenod, O.M.I.
- Cardinale Joseph Hippolyte Guibert, O.M.I.
- Cardinale François-Marie-Benjamin Richard de la Vergne
- Cardinale Pietro Gasparri
- Cardinale Clemente Micara
- Cardinale Antonio Samorè
- Cardinale Angelo Sodano
- Arcivescovo Orlando Antonini
- Vescovo George Cosmas Zumaire Lungu

La successione apostolica è:
- Vescovo Gabriel Msipu Phiri (2023)